# Valericio Leppe
Valericio Leppe (Pencahue, antigua provincia de Talca, 2 de agosto de 1933-Talca, 20 de abril de 2004) fue un cantautor, folclorista y antropólogo chileno, miembro durante los primeros años de la banda Quelentaro y fundador de la agrupación Dúo Coirón.

## Historia

### Quelentaro
Valericio ingresó al Conjunto Quelentaro como cantante y guitarrista en 1960, el mismo año de su fundación por parte del dúo conformado por los hermanos Gastón y Eduardo Guzmán, quienes para entonces sólo habían publicado un único sencillo titulado «El letrado». El ingreso de Leppe junto a los músicos Eladio López y Arnaldo Álvarez, todos ellos compañeros de trabajo en la Central Hidroeléctrica Endesa de Rapel, convirtió a la banda en quinteto, hasta que los tres llegados dejaran la banda en 1968, alcanzando a publicar dos álbumes oficiales: Coplas al viento (1966) y Huella campesina (1968), ambos por el sello EMI Odeon, además de participar en el álbum Carpa de La Reina (1966) de Violeta Parra.

### Dúo Coirón
Inmediatamente luego de su salida de Quelentaro, Leppe invitó al joven Pedro Yáñez, a quien conoció en una peña folclórica en Santiago, y quien fuera el primer director musical y fundador de Inti-Illimani en 1967, a participar en un nuevo proyecto, que llamarían Dúo Coirón. Más adelante se integrarían otros integrantes estables a la banda, tales como Fernando Carrasco, integrante de Barroco Andino, Huamarí y actualmente Quilapayún.
Con esta banda Leppe publicó tres álbumes de estudio antes del Golpe de Estado en Chile de 1973, que daría comienzo a la dictadura militar y con ello el período de exilio de Leppe en Europa.

### El exilio en Finlandia
Al momento del Golpe de Estado en Chile de 1973 Leppe, paralelamente a su carrera musical, trabajaba en la Empresa Nacional de Distribución de Combustible. Debido a su tendencia política de izquierda, debió exiliarse del país, estableciéndose en Finlandia, en donde vivió durante 23 años, trabajando en solidaridad con otros chilenos exiliados, continuando con la música y titulándose como antropólogo en la Universidad de Helsinki, trabajando además como profesor durante varios años en dicha universidad.

### Regreso a Chile
Leppe regresó a Chile en 1996, estableciéndose en Talca, ciudad cercana a su pueblo natal. Entonces se contactó con Fernando Carrasco para reactivar el Dúo Coirón, logrando publicar de manera independiente el álbum Más allá de las palabras (2002), regrabación del disco inédito Leyendas de la cocina que producto del golpe de Estado de 1973 no alcanzó a lanzarse en su momento. En 2003 publica su libro de poemas Greda vida, que incluye un CD con cantores populares de Pencahue, agrupados bajo el nombre de Semillas Del Coirón.
Falleció el 20 de abril de 2004 en Talca. Sus restos se encuentran en el cementerio parroquial de Corinto, su localidad natal.

## Discografía

### Con Quelentaro
- 1966 - Coplas al viento
- 1968 - Huella campesina

### Con Dúo Coirón
- 1970 - El obligao
- 1971 - Tamarugo y yerba buena
- 1971 - Chúcaro y manso
- 2002 - Más allá de las palabras (autoproducción limitada)
- 2003 - La Memoria de mi Tierra (disco doble en directo, autoproducción limitada)

## Libros
- 2003 - Greda vida